# Kodama jujutsu
Kodama jujutsu Reid, N. Sato, Jolly & Strugnell, 2023 è una specie di molluschi cefalopodi appartenente alla famiglia Idiosepiidae, unico membro del genere Kodama.

## Descrizione
Il genere Kodama è stato riconosciuto nel 2023 sulla base di analisi genetiche. Il mantello è arrotondato e breve, posteriormente ottuso. Le pinne sono rotondeggianti, con lunghezza massima più o meno pari alla metà della lunghezza del mantello, sono inserite in posizione dorso-laterale nel terzo posteriore del mantello. Le braccia hanno forma simile le une alle altre e hanno sezione a forma di U. Le ventose delle braccia sono poste su un sottile peduncolo e hanno un anello chitinoso interno privo di denti o altre strutture. Le ventose per ogni braccio sono in numero di 15-24 nelle femmine e di 18-24 nei maschi. Nel maschio il terzo braccio ventrale sinistro è trasformato in ectocotile. I tentacoli sono sottili e privi di ventose sullo stelo; la clava tentacolare ha ventose in due serie trasverse. 
Il colore di fondo va da giallo ad arancio con numerosi cromatofori sparsi.
Si tratta di uno dei più piccoli cefalopodi noti. I maschi sono più piccoli delle femmine. Il mantello delle femmine misura tra 8,7 e 12,9 mm mentre nei maschi va da 5,3 a 6,4 mm.

## Distribuzione e habitat
La specie è stata trovata solo lungo le coste dell'isola di Okinawa a profondità di 1-20 metri in ambienti di barriera corallina e di prateria di fanerogame marine.

## Biologia
Sembra che si nutra nelle ore notturne. Pare che si nutra solamente di piccoli gamberetti.